# Sjednocená východoindická společnost
Sjednocená východoindická společnost (označovaná též jako Nizozemská nebo Holandská východoindická společnost (nizozemsky Vereenigde Oost-Indische Compagnie) byla založena v roce 1602 jako první akciová společnost vůbec. Koncem 16. století ovládali Portugalci v oblasti Indického oceánu obchod s kořením, na kterém chtěli získat účast nizozemští mořeplavci. Za účelem rozdělení rizika a zisku spojeného s obchodováním s východní Indií společnost založili bohatí obchodníci z Amsterdamu.

## Předchůdci
První výprava nizozemských lodí do Asie začala v roce 1594, kdy se devět nizozemských kupců spojilo a založilo jednorázovou Společnost vzdálených zemí. Expedice sestávala ze čtyř lodí – Hollandia, Amsterdam, Mauritius a Duyfken pod velením Cornelise de Houtmann a Gerrita van Beuningen. Výprava vyplula 2. dubna 1595 z kotviště u ostrova Texel a zamířila do Indonésie. Po cestě většina posádky zahynula na kurděje, přesto se expedice dostala do Bantamu na Jávě za 15 měsíců. Zde se dostala do střetu s místními domorodci a musela urychleně odplout. Pro nedostatek posádky byla dokonce opuštěna loď Amsterdam. Zpět do Nizozemska dorazila v roce 1597, cestu přežilo 87 námořníků z celkových 240. Finančně byla neúspěchem, ukázala však, že je možné využít cestu Portugalců kolem mysu Dobré naděje a dostat se tak do Indie a dále do Indonésie. Expedici v dalších šesti letech následovalo 15 výprav o celkovém počtu 65 lodí, sponzorovaných celkem 8 různými společnostmi.[zdroj?]

## Historie

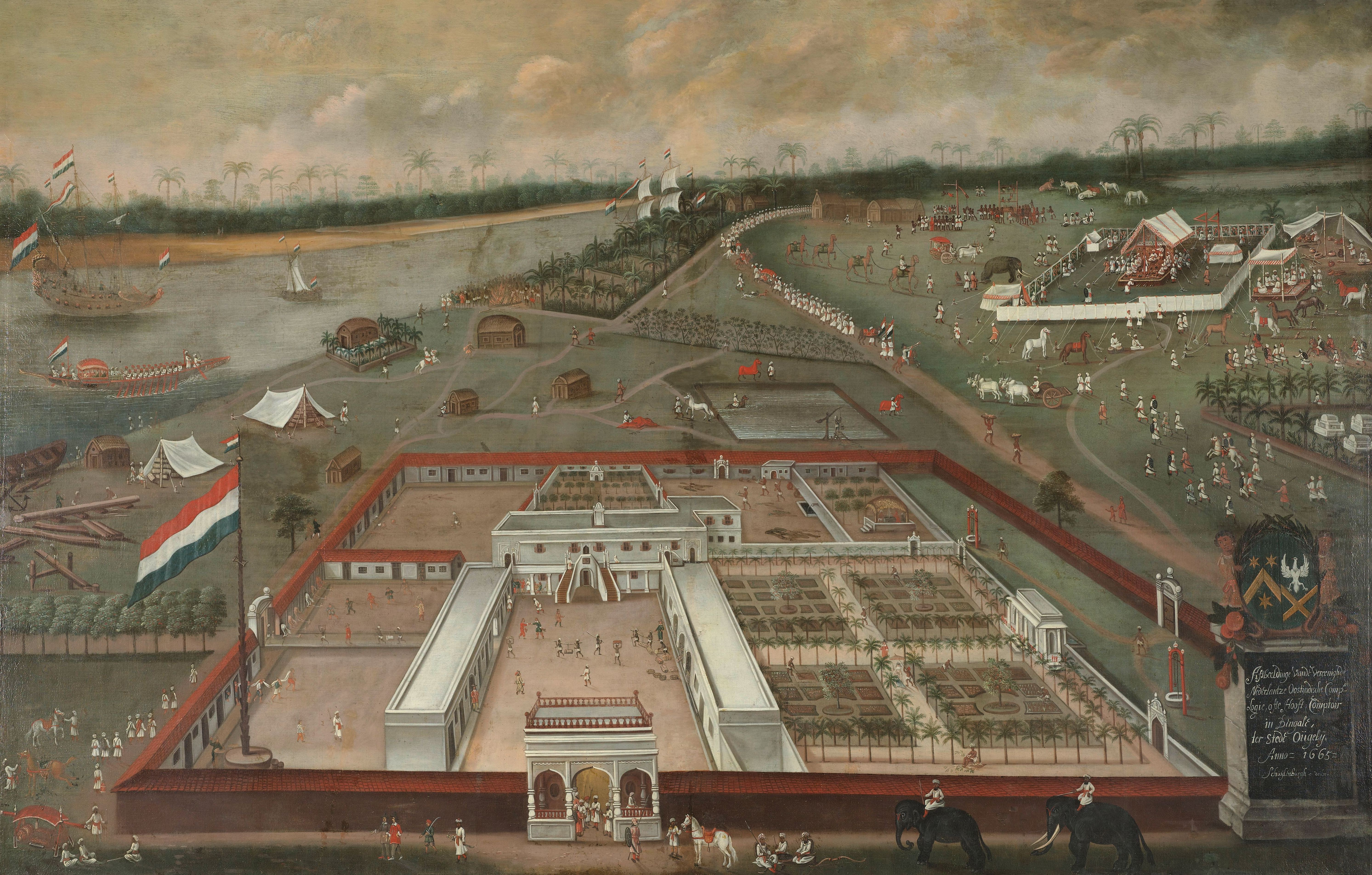
Faktorie Sjednocené východoindické společnosti v Bengálsku, 1665

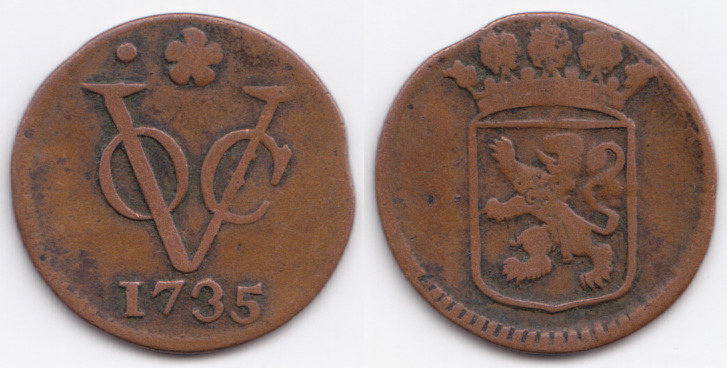
1 duit mince z roku 1735, ražená v Holandsku pro VOC

Jelikož se do Asie mezi léty 1595–1601 vypravilo 16 obchodních expedic a většina z nich se vrátila s cenným nákladem, nastal úpadek cen koření v Nizozemsku a přitom nárůst výkupních cen v Asii, což mělo za následek nerentabilitu podnikání v tomto oboru. Z rozhodnutí generálních stavů Nizozemské republiky byla 20. března 1602 založena jednotná společnost – Vereenigte Oost-Indische Compagnie. Této společnosti byl od vlády zaručen obchodní monopol mezi mysem Dobré naděje a Magellanovým průlivem s právem uzavírat smlouvy se sousedními státy, v nových oblastech jmenovat správní úředníky a udržovat ozbrojené síly. První ztráta území pro Portugalce přišla v roce 1603, kdy Nizozemci zabrali ostrov Ambon. V letech 1605 a 1606 získali Molucké ostrovy a v roce 1641 Malaku v Malajsii. Poražení Portugalců v roce 1656 přineslo Nizozemcům vládu nad Cejlonem, s jeho drahými kameny, perlami a skořicí, v letech 1661–1663 je vyhnali i z Kóčinu a Kalikatu v Indii. Do roku 1755 získali Nizozemci kontrolu nad většinou ostrova Jávy. Východoindická společnost  (respektive její pověřenec Jan van Riebeeck) také založila v roce 1652 vlastní osadu na mysu Dobré naděje – Kapské Město (Kaapstad).
V 18. století se z loďařské obchodní společnosti stala oblastní správa zabývající se zemědělskou výrobou. Ta začala dodávat do Evropy produkty z indonéských ostrovů. I přesto společnost pomalu upadala. Její monopol začali nejdříve narušovat pašeráci a po pařížské smlouvě v roce 1784 se přidali Britové z Britské východoindické společnosti, kteří také získali právo obchodovat s Východní Indií. S platností ke dni 31. prosince 1799, kdy bylo Nizozemí podřízeno napoleonské Francii, byla společnost definitivně zrušena nizozemskou vládou, která také převzala všechny její dluhy a majetek.[zdroj?]